# Эммерман, Карл
Карл Эммерман (нем. Carl Emmermann; 6 марта 1915, Гамбург — 25 марта 1990) — немецкий офицер-подводник, капитан 3-го ранга (1 декабря 1944 года), участник Второй мировой войны.

## Биография
1 июля 1934 года поступил на службу в ВМФ кадетом. 1 июля 1935 года произведен в фенрихи, 1 апреля 1937 года — в лейтенанты. Служил инструктором в военно-морской школе в Мюрвике.

## Вторая мировая война
В 1939 году переведен в подводный флот и в ноябре 1940 года назначен 1-м вахтенным офицером на построенную в Турции подлодку U-A, которой командовал Г. Экерман.
Во время своего первого похода U-А повредила британское судно «Империя Аттендант» (тоннаж 7524 брт).
С 5 ноября 1941 года командовал подлодкой U-172. На ней он совершил 5 боевых походов в Карибское море, Южную и Северную Атлантику (проведя в море в общей сложности 373 суток).
Крупнейшим достижением Эммермана стало потопление британского транспортного судна «Оркадес» тоннажем 23 456 брт.
27 ноября 1942 года награждён Рыцарским крестом Железного креста. 4 июля 1943 года получил дубовые листья к Рыцарскому кресту, а 1 октября — Знак подводника с бриллиантами.
После возвращения из пятого похода 1 ноября 1943 года назначен командиром 6-й флотилии подводных лодок, базировавшейся в Сен-Назере (Франция).
В августе 1944 года Эммерман возглавил исследовательскую группу по подлодкам Типа XXIII, в конце 1944 ему поручена разработка инструкций по применению новых подлодок Типа XXII с электрическими двигателями.
3 марта 1945 года назначен командиром подлодки U-3037, он оставался в этой должности до 22 апреля, но в боевых походах участия уже не принимал.
Всего за время военных действий Эммерман потопил 26 судов общим водоизмещением 152 778 брт.
С апреля 1945 года командовал 31-й флотилией подлодок в Гамбурге. В самом конце войны из его подчиненных была сформирована пехотная часть, получившая название морского батальона Эммермана, с которой он участвовал в боях с союзниками под Гамбургом.

## Награды
- Медаль «За выслугу лет в вермахте» 4-го класса (4 года; 5 апреля 1938)
- Железный крест 2-го класса (19 марта 1941)
- Железный крест 1-го класса (2 августа 1941)
- Нагрудный знак подводника (2 августа 1941)
- Рыцарский крест Железного креста (27 ноября 1942)
  - Дубовые Листья (4 июля 1943)
- Нагрудный знак подводника с бриллиантами (1 октября 1943)
- Крест «За военные заслуги» 2-го класса с мечами (1 сентября 1944)
- Нагрудный знак подводника-фронтовика в бронзе (1 октября 1944)